# Hokkaido Gals Are Super Adorable!
Hokkaido Gals Are Super Adorable! (道産子ギャルはなまらめんこい?, Dosanko Gyaru wa namaramenkoi, lett. "Le gal dell'Hokkaido sono super adorabili") è un manga scritto e disegnato da Kai Ikada e serializzato dal 4 settembre 2019 al 10 settembre 2024 sull'applicazione e sul sito web Shōnen Jump+. I capitoli sono stati raccolti in 14 volumi tankōbon da Shūeisha dal 4 dicembre 2019 al 1º novembre 2024. La storia segue un adolescente di Tokyo che si trasferisce nella prefettura più settentrionale del Giappone, Hokkaido e fa la conoscenza di una ragazza diversa da qualsiasi altra abbia mai incontrato prima.
Un adattamento anime prodotto da Silver Link e Blade è stato trasmesso dall'8 gennaio al 25 marzo 2024. In Nord America, Europa e nelle Isole britanniche è stato distribuito da Crunchyroll.

## Trama
Durante l'inverno, l'adolescente Tsubasa Shiki si trasferisce da Tokyo alla città di Kitami, in Hokkaido. Per potersi godere al meglio il panorama circostante, il ragazzo decide di scendere dal taxi nel paese vicino a quello in cui si è trasferito, ma si rende conto che occorreranno 3 ore per giungere a destinazione. Una volta incamminatosi, per strada incontra una dosanko, una ragazza nata e cresciuta in Hokkaido, chiamata Fuyuki Minami, che è una gal.

## Personaggi
Tsubasa Shiki (四季 翼?, Shiki Tsubasa)
Doppiato da: Nobunaga Shimazaki
Minami Fuyuki (冬木 美波?, Fuyuki Minami)
Doppiata da: Ayane Sakura
Sayuri Akino (秋野 沙友理?, Akino Sayuri)
Doppiata da: Yumiri Hanamori
Rena Natsukawa (夏川 怜奈?, Natsukawa Rena)
Doppiata da: Reina Ueda
Asuka (飛鳥?)
Doppiata da: Mariko Nagai
Hina (日菜?)
Doppiata da: Yurika Kubo
Takayumi Matsuo (松尾 隆弓?, Matsuo Takayumi)
Doppiato da: Yoshitsugu Matsuoka
Mai Fuyuki (冬木 眞衣?, Fuyuki Mai)
Doppiata da: Eri Kitamura
Momoko Fuyuki (冬木 桃子?, Fuyuki Momoko)
Doppiata da: Rika Nagae
Kaede Hanamiya (花宮 楓?, Hanamiya Kaede)
Doppiata da: Yōko Imaizumi

## Produzione
La serie è scritta e disegnata da Kai Ikada, originario di Kitami, dove è ambientata la storia. Nel titolo originale giapponese, dosanko è un soprannome per le persone dell'Hokkaido, gyaru si riferisce a un membro della sottocultura gal, namara è una parola dialettale dell'Hokkaido che significa "molto" o "super", e menkoi è il termine dialettale di Hokkaido per "carino" o "adorabile". Il manga è iniziato come one-shot di 19 pagine intitolato Instant Gal Menko-chan (インスタントギャルメンコちゃん?, Insutanto Gyaru Menko-chan) che Ikada ha scritto in cinque giorni per rappresentare l'Hokkaido durante l'evento Jump Scout Caravan Cup del 2018. Un secondo one-shot è stato pubblicato nel gennaio 2019 come parte di un evento di Capodanno di Shōnen Jump+ ed è stato selezionato per diventare una serializzazione grazie alla sua popolarità.
Parlando dei vantaggi della pubblicazione in digitale su Shōnen Jump+ rispetto a quando lavorava su riviste manga cartacee, Ikada ha affermato di avere una maggiore libertà e riceve molti feedback dai lettori. Per il primo argomento ha spiegato di avere molta più libertà per quanto riguarda la frequenza di serializzazione, il numero di pagine, il genere e le modalità espressive. Come esempio del feedback che riceve, ha citato che ha guadagnato oltre 36 000 follower su Twitter entro ottobre 2020 grazie a Hokkaido Gals Are Super Adorable!. La serie è andata in pausa da aprile a maggio 2020 per via delle cattive condizioni di salute di Ikada. Originariamente pubblicato con cadenza settimanale, il manga è passato a una periodicità bisettimanale dopo il capitolo 49 uscito il 17 febbraio 2021. Per prepararsi alla conclusione della serie, il manga è stato mandato in pausa dal 16 agosto al 13 settembre 2023.

## Media

### Manga
Il manga, scritto e disegnato da Kai Ikada, è stato serializzato dal 4 settembre 2019 al 10 settembre 2024 sull'applicazione e sul sito web Shōnen Jump+. I capitoli sono stati raccolti in 14 volumi tankōbon da Shūeisha dal 4 dicembre 2019 al 1º novembre 2024. Uno speciale one-shot è stato pubblicato nel primo numero del 2021 di Weekly Shōnen Jump, uscito il 7 dicembre 2020. Shūeisha pubblica la serie in inglese sull'app e sul sito web Manga Plus dal 1º settembre 2020.

#### Volumi
| 1  | 4 dicembre 2019             | ISBN 978-4-08-882165-8 |
| 1  | Capitoli - Capitoli 0-7     |                        |
| 2  | 4 marzo 2020                | ISBN 978-4-08-882272-3 |
| 2  | Capitoli - Capitoli 8-16    |                        |
| 3  | 3 luglio 2020               | ISBN 978-4-08-882374-4 |
| 3  | Capitoli - Capitoli 17-26   |                        |
| 4  | 4 dicembre 2020             | ISBN 978-4-08-882543-4 |
| 4  | Capitoli - Capitoli 27-35   |                        |
| 5  | 2 aprile 2021               | ISBN 978-4-08-882638-7 |
| 5  | Capitoli - Capitoli 36-47   |                        |
| 6  | 4 agosto 2021               | ISBN 978-4-08-882775-9 |
| 6  | Capitoli - Capitoli 48-56   |                        |
| 7  | 3 dicembre 2021             | ISBN 978-4-08-882861-9 |
| 7  | Capitoli - Capitoli 57-65   |                        |
| 8  | 3 giugno 2022               | ISBN 978-4-08-883082-7 |
| 8  | Capitoli - Capitoli 66-75   |                        |
| 9  | 4 novembre 2022             | ISBN 978-4-08-883331-6 |
| 9  | Capitoli - Capitoli 76-83   |                        |
| 10 | 3 marzo 2023                | ISBN 978-4-08-883416-0 |
| 10 | Capitoli - Capitoli 84-91   |                        |
| 11 | 4 luglio 2023               | ISBN 978-4-08-883655-3 |
| 11 | Capitoli - Capitoli 92-98   |                        |
| 12 | 4 dicembre 2023             | ISBN 978-4-08-883810-6 |
| 12 | Capitoli - Capitoli 99-103  |                        |
| 13 | 2 maggio 2024               | ISBN 978-4-08-883896-0 |
| 13 | Capitoli - Capitoli 104-111 |                        |
| 14 | 1º novembre 2024            | ISBN 978-4-08-884263-9 |
| 14 | Capitoli - Capitoli 112-119 |                        |

### Anime
Un adattamento anime è stato annunciato il 26 ottobre 2022. La serie è prodotta da Silver Link e Blade e diretta da Misuzu Hoshino, con la sceneggiatura supervisionata da Mirai Minato, che funge anche da direttrice principale, e il character design curato da Katsuyuki Sato. Inizialmente previsto per il 2023, l'anime è stato successivamente posticipato. La serie è stata trasmessa dall'8 gennaio al 25 marzo 2024 su TV Tokyo e altre reti. La sigla d'apertura è Namaramenkoi Gyaru (なまらめんこいギャル? lett. "Gal super adorabile") di Masayoshi Ōishi mentre quella di chiusura è Wayawayawa-! (わやわやわー!? lett. "Piuttosto pazzesco!") di Asaka. Il canale YouTube di It's Anime ha caricato gli episodi dell'anime a distanza di una settimana dalla trasmissione originale e questi possono essere visti in alcuni Paesi.
I diritti per la distribuzione al di fuori dell'Asia sono stati acquistati da Crunchyroll che l'ha pubblicata in versione sottotitolata in simulcast in vari Paesi del mondo, tra cui l'Italia.

#### Episodi
| Nº | Titolo italiano Giapponese 「Kanji」 - Rōmaji                                                                        | In onda          | In onda |
| Nº | Titolo italiano Giapponese 「Kanji」 - Rōmaji                                                                        | Giapponese       |         |
| 1  | Le gal dell'Hokkaido sono troppo carine 「道産子ギャルはなまらめんこい」 - Dosanko Gyaru wa namara menkoi            | 8 gennaio 2024   |         |
| 2  | Dentro gli igloo si sta troppo al calduccio 「かまくらの中はなまらぬくい」 - Kamakura no chuu wa namara nukui        | 15 gennaio 2024  |         |
| 3  | Akino-san è troppo scontrosa 「秋野さんはなまらつれない」 - Akino-san wa namara tsurenai                             | 22 gennaio 2024  |         |
| 4  | Le telefonate notturne sono troppo imbarazzanti 「夜の電話はなまらもちょこい」 - Yoru no denwa wa namara mo chokoi   | 29 gennaio 2024  |         |
| 5  | Troppo amaro, troppo dolce 「なまら苦くてなまら甘い」 - Namara nigakute namara amai                                  | 5 febbraio 2024  |         |
| 6  | La senpai Natsukawa è troppo incantevole 「夏川先輩はなまらきりょーよし」 - Natsukawa senpai wa namara kiri yo yoshi | 12 febbraio 2024 |         |
| 7  | Gli esami finali sono troppo dei mattoni 「期末試験はなまらゆるくない」 - Kimatsu shiken wa namara yurukunai         | 19 febbraio 2024 |         |
| 8  | La grigliata in compagnia è troppo una bontà 「みんなで焼肉はなまらうまい」 - Min'na de yakiniku wa namara umai      | 26 febbraio 2024 |         |
| 9  | Il lago Abashiri è troppo piacevole 「網走湖はなまらあずましい」 - Abashiri-ko wa namara azuma shii                  | 4 marzo 2024     |         |
| 10 | Il tempo vola troppo in fretta 「時はなまら流らさる」 - Toki wa namara nagare-ra saru                                | 11 marzo 2024    |         |
| 11 | L'adolescenza è troppo emozionante 「青春ってなまらえもい」 - Seishun tte namara e moi                               | 18 marzo 2024    |         |
| 12 | Senza di te, è tutto troppo brutto 「君がいないとなまらいずい」 - Kimigainai to namara izu i                         | 25 marzo 2024    |         |

### Altro
La serie ha ricevuto un adattamento vomic (fumetto doppiato), in cui si possono sentire i doppiatori, musica ed effetti sonori mentre le immagini del manga appaiono sullo schermo. A partire dal 25 gennaio 2021, gli episodi sono stati caricati sul canale YouTube ufficiale di Jump Comics.

## Accoglienza
Entro giugno 2021, il manga aveva venduto oltre 300 000 copie. Quando il primo volume tankōbon è stato pubblicato nel dicembre 2019, ha ricevuto immediatamente una ristampa per via della grande richiesta. Natalie ha riferito che il primo e il secondo volume sono stati entrambi i più venduti presso la catena di negozi Comic Zin durante le rispettive prime settimane di uscita.